# Ficus habrophylla
Ficus habrophylla là một loài thực vật có hoa trong họ Moraceae. Loài này được G.Benn. ex Seem. mô tả khoa học đầu tiên năm 1868.